# 小椋涼介
小椋 涼介（おぐら りょうすけ、2002年11月21日 - ）は、日本の俳優、モデル。
福岡県北九州市出身。アービング所属。身長172cm。

## 人物
- 2019年、第32回ジュノン・スーパーボーイ・コンテストのファイナリストに選ばれる[2]。
- 好きなアーティストはサカナクション。
- 2022年、『ジュエルステージ「オンエア!」』で舞台デビュー[3]。

## 出演

### 舞台
- ジュエルステージ「オンエア!」（2022年6月、シアターGロッソ） - 辺見宙 役[3]
- Dear my パパ（2022年9月3日 - 10日、シアター1010）
- MANKAI STAGE『A3!』ACT2! ～WINTER 2023～ - ミカ 役[4]
  - 1月21日 - 29日 - TACHIKAWA STAGE GARDEN
  - 2月3日 - 12日 - AiiA 2.5 Theater Kobe
  - 2月17日 - 26日 - TACHIKAWA STAGE GARDEN
- MANKAI STAGE『A3!』ACT2! ～SPRING 2023～ - ミカ 役[5]
  - 5月13日 - 21日 - TACHIKAWA STAGE GARDEN
  - 5月27日・28日 - AiiA 2.5 Theater Kobe
  - 6月2日 - 11日 - TOKYO DOME CITY HALL

- ジュエルステージ「オンエア!」（2023年7月 - 8月、クラブex） - 辺見宙 役
- 舞台『鬼神の影法師』-黎明編-（2023年11月29日 - 12月6日、あうるすぽっと） - 梛碧 役
  - 舞台『鬼神の影法師』-玲瓏万華篇-（2024年6月13日 - 23日、あうるすぽっと）[6]
  - 舞台『鬼神の影法師』-千年双月篇-（2025年1月9日 - 21日、あうるすぽっと）[7]
- 新ミュージカル『スタミュ』（2024年1月19日 - 28日、品川プリンスホテル ステラボール / 2月3日・4日、京都劇場） - 申渡栄吾 役[8]
  - 新ミュージカル『スタミュ』スピンオフ team 柊 単独公演『Caribbean Groove』（2024年10月4日 - 14日、IMM THEATER） - 申渡栄吾 / アルベール 役[9]
  - 新ミュージカル『スタミュ』-2ndシーズン-（2025年3月1日 - 9日、シアターH / 3月15日・16日、COOL JAPAN PARK OSAKA WWホール） - 申渡栄吾 役[10]
  - 新ミュージカル『スタミュ』スピンオフ『MIRACLE REVUE』（2025年9月27日 - 10月5日〈予定〉、天王洲 銀河劇場 / 10月12日・13日〈予定〉、サンケイホールブリーゼ） - 申渡栄吾 役[11]
- 舞台 京極の轍-京羅戦争編-powered byヒューマンバグ大学（2024年5月17日 - 26日、新宿FACE） - 佐古大和 役[12]
- ミュージカル『ロミオの青い空』～誓い～（2025年5月2日 - 11日、天王洲 銀河劇場） - リナルド 役[13]
- Asterism⁂『NoLimit』（2025年6月13日 - 22日、シアターグリーン BOX in BOX THEATER）[14]

### ラジオ
- そんなバナナ（ - 2022年7月、ラジオ日本）

### WEB
- 主役の椅子はオレの椅子 season2（2022年9月29 - 12月15日、ABEMA）

### その他
- 「進研ゼミ大学受験講座」オンラインライブ授業紹介動画（2021年3月 - ）[15]